# Aragua (khu tự quản)
Aragua là một khu tự quản thuộc bang Anzoátegui, Venezuela. Thủ phủ của khu tự quản Aragua đóng tại Aragua de Barcelona. Khự tự quản Aragua có diện tích 2624 km2, dân số theo điều tra dân số ngày 21 tháng 10 năm 2001 là 27025 người.